# River (阿姆歌曲)
〈River〉（直譯：河流）是美國饒舌歌手阿姆的歌曲，由英國歌手兼詞曲作家紅髮艾德客串演唱，作為第二支單曲收錄在阿姆第九張錄音室專輯《風雲再起》 ，歌曲分別於2017年12月15日和隔年1月5日在義大利與英國發行 。這首歌由阿姆、艾德和艾米爾·海尼創作；海尼製作。該音樂錄影帶以仿纪录片形式拍攝，詳述了一段以墮胎告終的三角關係，並獲得2018年MTV音乐录影带大奖最佳攝影提名。

## 發行
這首歌於2018年1月5日在廣播電台釋出。2017年12月14日，這首歌的音頻影片上傳到阿姆的YouTube頻道。截至2021年7月，該音頻已有超過1.9億次的觀看次數和201萬個喜歡。

## 樂評
《Spin》評價它是「一首形式完美的歌曲，只有空虛的內容才能與之相匹配。它會是美麗的。」

## 商業成績
在商業方面，它在英國單曲排行榜上名列第一，成為阿姆第九支和艾德第五支在該榜的的冠軍單曲。它也在奧地利、挪威、蘇格蘭和瑞典的音樂排行榜排名第一，在澳大利亞、加拿大、丹麥、芬蘭、德國、匈牙利、愛爾蘭、意大利、黎巴嫩、荷蘭、新西蘭、葡萄牙、瑞士等國排名前十，在比利時和美國排名前20。

## 音樂錄影帶

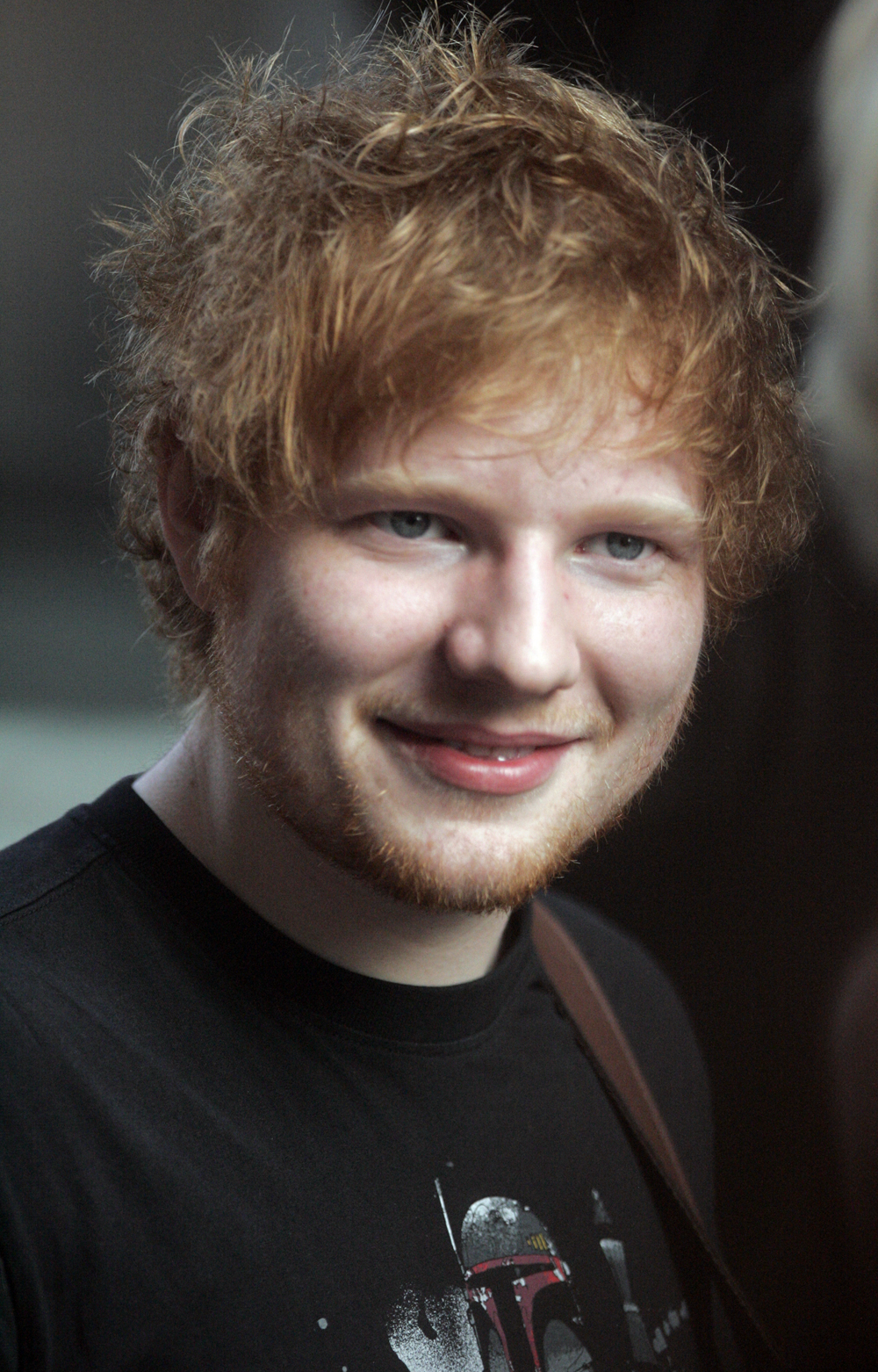
擔任伴唱的紅髮艾德。

這首歌的完整音樂錄影帶於2018年2月14日發布，由埃米爾·納瓦執導。女主角由藝名為薩拉蒂（Sarati）的莎拉·阿什莉·卡拉漢（Sarah Ashley Callahan）飾演。該錄影帶在發布後的24小時內獲得超過500萬次觀看。截至2021年7月，該錄影帶已累積1.7億次觀看數及247萬個喜歡。該錄影帶亦獲得2018年MTV音乐录影带大奖的最佳攝影提名。
在錄影帶的開頭，特寫了阿姆和艾德對愛情的個人觀點。後來阿姆在健身房打拳擊時遇到他的曖昧對象，他們一起吃飯，最後到達了一家酒店。但很快，當阿姆的床伴發現自己懷孕時，他們的關係破滅並陷入混亂。錄影帶最後，阿姆被問到這首歌對他的意義是什麼，阿姆回答：「我覺得我需要一吐為快。」
在他們對錄影帶的評論中，fuse形容某些場景「緊張而嚴肅」，並進一步指出「黑頭髮阿姆的演技很出色，且關於教唆一名女子墮胎的饒舌押韻如此讓人信服，讓人摸不清什麼是真實，什麼是虛構的。」

## 現場演出
阿姆和紅髮艾德首次（也是迄今為止唯一一次）於2018年7月15日，在英國倫敦特威克納姆體育場舉行的《風雲再起巡迴演唱會》的最後一晚現場演唱了這首歌。

## 獲獎與提名
| 年份 | 典禮              | 獎項                   | 結果 |
| ---- | ----------------- | ---------------------- | ---- |
| 2018 | MTV音樂錄影帶大獎 | 最佳攝影（與紅髮艾德） | 提名 |

## 榜單與認證
| 榜單（2017–18年）                       | 峰值 |
| --------------------------------------- | ---- |
| 阿根廷（拉美監控）                      | 18   |
| 澳大利亚（澳大利亚唱片业协会單曲榜）    | 2    |
| 奥地利（Ö3四十强单曲榜）                | 1    |
| 比利时佛兰德（Ultratop五十强单曲榜）    | 12   |
| 比利时瓦隆（Ultratop五十强单曲榜）      | 3    |
| 加拿大（Canadian Hot 100）              | 3    |
| 加拿大（《告示牌》Canada CHR）          | 23   |
| 哥倫比亞（國家報告）                    | 82   |
| 克羅地亞 （克羅地亞廣播電視台）         | 6    |
| 捷克（電台百強單曲榜）                  | 5    |
| 捷克（百強數位單曲榜）                  | 4    |
| 丹麥（Hitlisten单曲榜）                 | 3    |
| 歐洲（《告示牌》數位歌曲榜）            | 2    |
| 芬兰（芬蘭官方單曲榜）                  | 2    |
| 法国（法國唱片出版業公會單曲榜）        | 26   |
| 德国（德國官方單曲榜）                  | 2    |
| 希臘（國際唱片業協會希臘分會）          | 6    |
| 匈牙利（四十強單曲榜）                  | 8    |
| 匈牙利（四十強串流榜）                  | 4    |
| 愛爾蘭（愛爾蘭唱片音樂協會单曲榜）      | 2    |
| 意大利（意大利音乐产业联盟单曲榜）      | 8    |
| 黎巴嫩（黎巴嫩官方二十强榜）            | 3    |
| 荷兰（荷蘭四十強單曲榜）                | 3    |
| 荷兰（百强单曲榜）                      | 5    |
| 新西兰（新西兰唱片音乐协会单曲榜）      | 3    |
| 挪威（世道單曲榜）                      | 1    |
| 菲律宾（Philippine Hot 100）（英語）    | 50   |
| 波蘭（波蘭百大電台榜）                  | 29   |
| 葡萄牙（葡萄牙唱片業協會单曲榜）        | 5    |
| 俄羅斯（Tophit）                        | 179  |
| 蘇格蘭（官方榜单公司單曲榜）            | 1    |
| 新加坡（新加坡唱片業協會）              | 13   |
| 斯洛伐克（百強數位單曲榜）              | 11   |
| 斯洛維尼亞（SloTop50）                  | 19   |
| 西班牙（西班牙音樂製作協會）            | 57   |
| 瑞典（瑞典最熱榜）                      | 1    |
| 瑞士（瑞士热门音乐榜）                  | 2    |
| 英國（官方榜单公司單曲榜）              | 1    |
| 美国（《告示牌》百大單曲榜）            | 11   |
| 美國（《告示牌》Hot R&B/Hip-Hop Songs） | 5    |
| 美國（《告示牌》Pop Airplay）           | 22   |
| 美國（《告示牌》Rhythmic Songs）        | 21   |
| 委內瑞拉（唱片報告）                    | 27   |

| 榜單（2018年）                          | 峰值 |
| --------------------------------------- | ---- |
| 澳洲（澳洲唱片業協會榜）                | 19   |
| 澳洲（奧地利Ö3四十強音樂榜）            | 25   |
| 比利時法蘭德斯（Ultratop榜）            | 59   |
| 比利時瓦倫（Ultratop榜）                | 31   |
| 加拿大（加拿大百強單曲榜）              | 29   |
| 丹麥（Hitlisten）                       | 18   |
| 法國（法國唱片出版業公會）              | 100  |
| 德國（GfK娛樂榜單）                     | 17   |
| 愛爾蘭（愛爾蘭單曲榜）                  | 36   |
| 愛爾蘭（Galgalatz）                     | 19   |
| 荷蘭（荷蘭四十強單曲榜）                | 20   |
| 荷蘭（荷蘭百大單曲榜）                  | 72   |
| 紐西蘭（紐西蘭唱片音樂協會）            | 29   |
| 葡萄牙（葡萄牙唱片業協會）              | 70   |
| 瑞典（瑞典最熱榜）                      | 27   |
| 瑞士（瑞士熱門音樂榜）                  | 19   |
| 英國（官方榜單公司單曲榜）              | 30   |
| 美國 （《告示牌》 熱門藍調/嘻哈歌曲榜） | 52   |
| 榜單（2019年）                          | 峰值 |
| 葡萄牙（葡萄牙唱片業協會）              | 862  |

| 地區                                                     | 认证    | 认证单位/销量 |
| -------------------------------------------------------- | ------- | ------------- |
| 澳大利亚（澳大利亚唱片业协会）                           | 3× 白金 | 210,000‡      |
| 奥地利（國際唱片業協會奧地利分會）                       | 白金    | 30,000‡       |
| 比利时（比利時唱片音樂協會）                             | 白金    | 30,000‡       |
| 巴西（巴西唱片業協會）                                   | 白金    | 40,000‡       |
| 加拿大（加拿大音乐协会）                                 | 白金    | 80,000‡       |
| 丹麦（國際唱片業協會丹麥分會）                           | 白金    | 90,000‡       |
| 法国（法國唱片出版業公會）                               | 白金    | 200,000‡      |
| 德国（聯邦音樂產業協會）                                 | 金      | 200,000‡      |
| 意大利（意大利音乐产业联盟）                             | 白金    | 50,000‡       |
| 新西兰（新西兰唱片音乐协会）                             | 白金    | 30,000‡       |
| 挪威（國際唱片業協會挪威分会）                           | 白金    | 60,000‡       |
| 葡萄牙（葡萄牙唱片業協會）                               | 金      | 5,000‡        |
| 瑞典（瑞典唱片業協會）                                   | 2× 白金 | 16,000,000†   |
| 英国（英国唱片业协会）                                   | 2× 白金 | 1,200,000     |
| *僅含認證的實際銷量 ‡僅含認證的+實際銷量 †僅含認證的銷量 |         |               |

## 發行歷史
| 地區   | 日期           | 格式         | 唱片公司 | 註解  |
| ------ | -------------- | ------------ | -------- | ----- |
| 義大利 | 2017年12月15日 | 當代流行電台 | 環球     | [ 4 ] |
| 英國   | 2018年1月5日   | 當代流行電台 | 宝丽多   | [ 5 ] |

## 外部鏈結
- YouTube上的〈River〉音樂錄影帶